# Nemyšl
Nemyšl är en ort i Tjeckien.   Den ligger i regionen Södra Böhmen, i den centrala delen av landet, 70 km söder om huvudstaden Prag. Nemyšl ligger 510 meter över havet och antalet invånare är 275.
Terrängen runt Nemyšl är huvudsakligen platt, men norrut är den kuperad. Runt Nemyšl är det ganska tätbefolkat, med 62 invånare per kvadratkilometer. Närmaste större samhälle är Tábor, 11,3 km söder om Nemyšl. Omgivningarna runt Nemyšl är en mosaik av jordbruksmark och naturlig växtlighet.